# Sarytchev (volcan)
Pour les articles homonymes, voir Sarytchev.
Le Sarytchev ou pic Sarytchev, en russe : вулкан Сарычева (voulkan Sarytcheva), est un volcan de Russie situé dans les îles Kouriles, sur l'île de Matoua. Avec seize éruptions répertoriées, dont la première l'est par les Européens vers 1765 et la dernière l'est en 2009, il constitue l'un des volcans les plus actifs des îles Kouriles. Ses éruptions généralement explosives peuvent être accompagnées de coulées de lave mais il n'est pas considéré comme dangereux, l'île de Matoua étant inhabitée.

## Toponymie
Le Sarytchev est appelé  en russe вулкан Сарычева (voulkan Sarytcheva). Il est nommé en l'honneur de l'explorateur russe Gavriil Sarytchev qui a navigué dans cette région du monde. Le volcan est aussi appelé pic Sarytchev ou Sarnicheff.
En raison du passé des îles Kouriles qui font partie du Japon de 1875 à 1945, le Sarytchev est aussi appelé mont Fuyō, Fuyō-san, Fuyo-zan, Fuyō-yama, Fue-san ou encore Huyō San (芙蓉山, Fuyō-zan, en japonais).

## Géographie

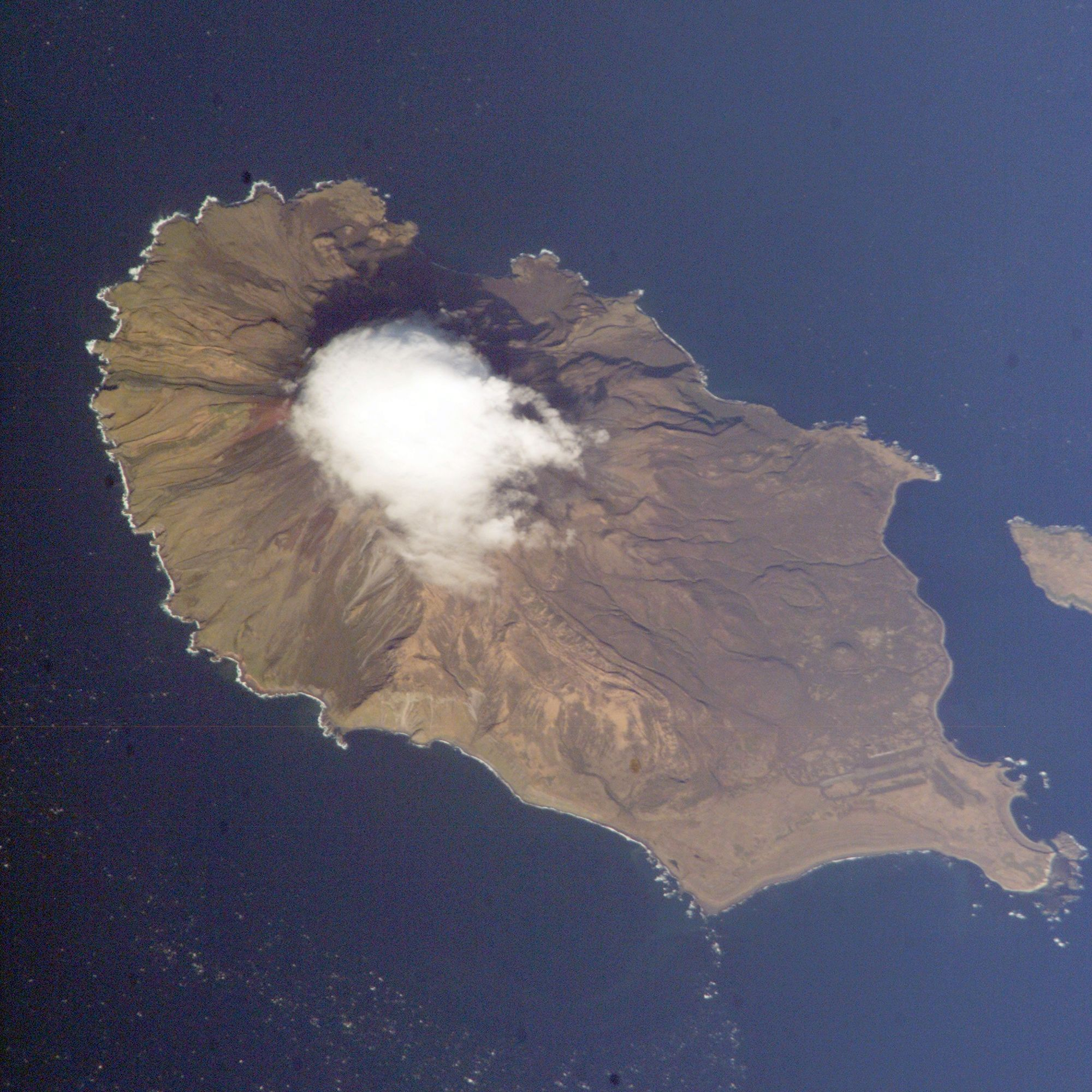
Image satellite de l'île de Matoua avec le Sarytchev au sommet masqué par des nuages.

Le Sarytchev est situé dans l'Extrême-Orient russe, dans le raïon de Kourilsk de l'oblast de Sakhaline. Il occupe le nord-ouest de l'île de Matoua située dans les îles Kouriles, entre les îles de Raschoua au sud et Raïkoke au nord.
Il se compose d'un cône volcanique andésitique recouvrant entièrement une caldeira de 3 kilomètres sur 3,5 kilomètres à l'exception de son rebord sud-ouest. Ce stratovolcan est couronné par un cratère de 250 mètres de diamètre dont le rebord sud-est constitue le point culminant du volcan et de l'île de Matoua avec 1 446,. La base de la montagne est constituée de dépôts pyroclastiques tandis que des coulées de lave descendent jusqu'à la mer en formant des caps.

## Histoire

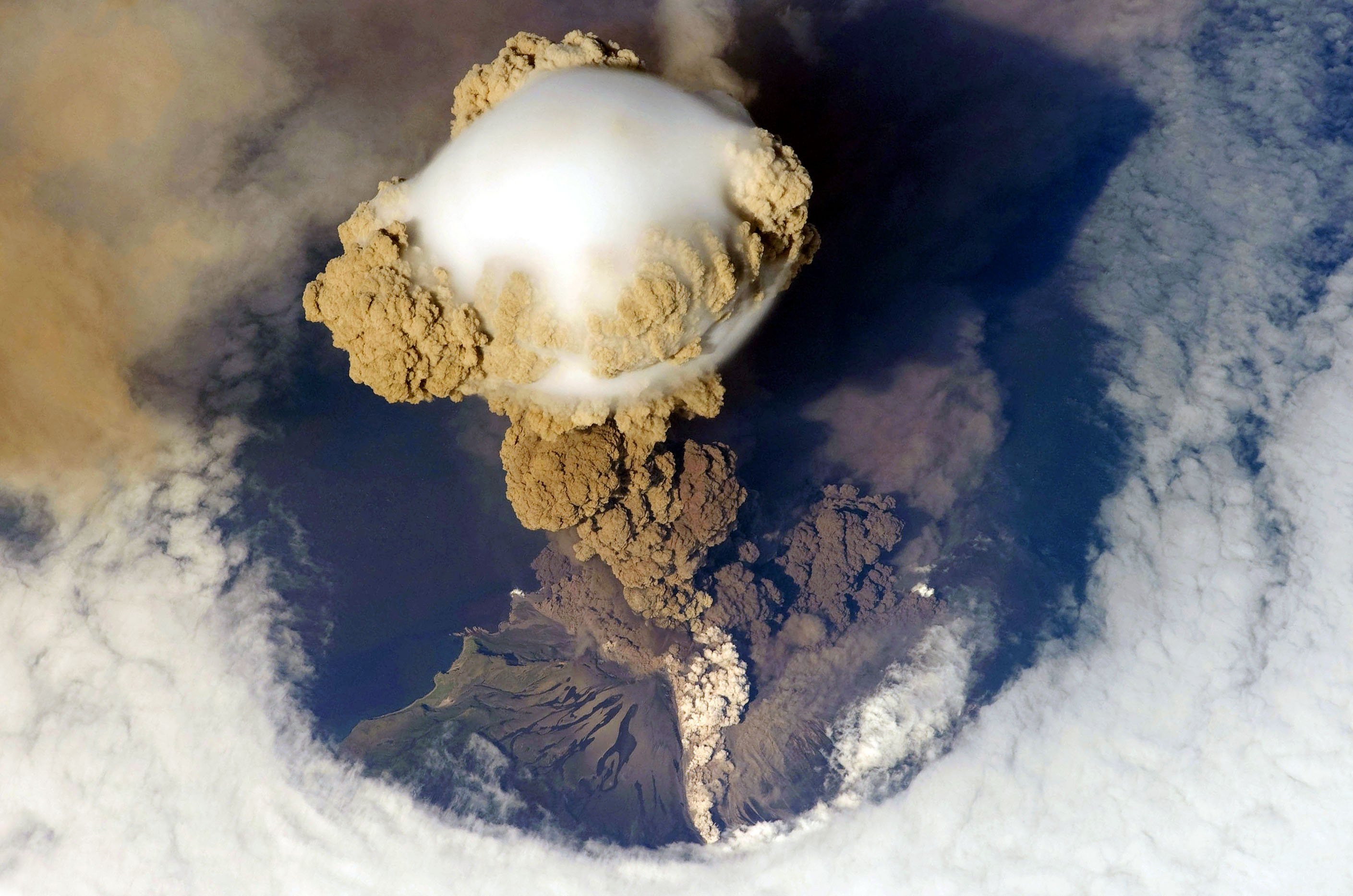
Image satellite d'un panache volcanique s'élevant du Sarytchev le 12 juin 2009 : un pileus coiffe la colonne éruptive d'où s'échappent depuis sa base des nuées ardentes atteignant la mer ; l'onde de choc de l'explosion a repoussé les altocumulus.

Le volcan, un des plus actifs des îles Kouriles, entre régulièrement en éruption depuis la première observée par les Européens en 1765. Jusqu'à la dernière qui s'est déroulée du 11 au 21 juin 2009, seize éruptions se sont produites sur le Sarytchev. Elles sont généralement explosives avec la production de nuées ardentes mais aussi de coulées de lave ; celle de 1879 n'a produit que des coulées tandis qu'un dôme de lave s'est formé lors de celle d'août à octobre 1954. Leur indice d'explosivité volcanique est compris entre 1 et 3 hormis celle de 1879 avec un indice de 0 et celles du 9 au 19 novembre 1946 et du 11 au 21 juin 2009 avec un indice de 4.
L'éruption du 11 au 21 juin 2009 est la plus importante du XXIe siècle avec un indice d'explosivité de 4 et un volume de téphras émis de 0,4 km3. Ses manifestations sont essentiellement détectées par satellite, notamment les anomalies thermiques. Ces derniers mettent en évidence la formation de panaches volcaniques qui atteignent des altitudes comprises entre 7,5 et 13,7 kilomètres et qui se déplacent jusqu'à 360 kilomètres du volcan. Ils entraînent quelques perturbations dans le trafic aérien ainsi que des pluies de cendres à Ioujno-Sakhalinsk, la capitale de l'oblast de Sakhaline située au sud-ouest. Des nuées ardentes dévalent aussi les pentes du volcan jusqu'à la mer. À la suite de cette éruption, des anomalies thermiques, parfois accompagnées de panaches volcaniques, sont signalées de fin juin à fin juillet, et fin novembre. Le 3 février 2010, le 9 mars et le 27 mai, une anomalie thermique est détectée par satellite et un nuage de cendre diffus ainsi qu'un panache de vapeur d'eau et de gaz volcaniques sont observés respectivement le 20 septembre et le 28 novembre,.
L'île de Matoua étant inhabitée depuis 1999 avec le départ de la garnison russe, les éruptions du Sarytchev ne représentent pas de danger mais sont susceptibles de perturber le trafic aérien de la région en cas d'émission de panache volcanique. L'éruption du 23 septembre au 2 octobre 1976 a toutefois nécessité l'évacuation de l'île. Le volcan ne fait ainsi l'objet d'aucune surveillance de la part d'un observatoire et il ne dispose d'aucun instrument qui pourrait enregistrer une activité volcanique ou sismique, seuls les observations humaines directes et les satellites sont susceptibles de détecter une quelconque activité.